# Ulopeza innotalis
Ulopeza innotalis là một loài bướm đêm trong họ Crambidae.